# Chawla (cràter)
Chawla és un petit cràter d'impacte situat al sector sud-sud-est de l'interior del cràter Apollo, a la cara oculta de la Lluna. Es troba en l'espai comprès entre els dos anells muntanyosos que conformen el gran cràter.

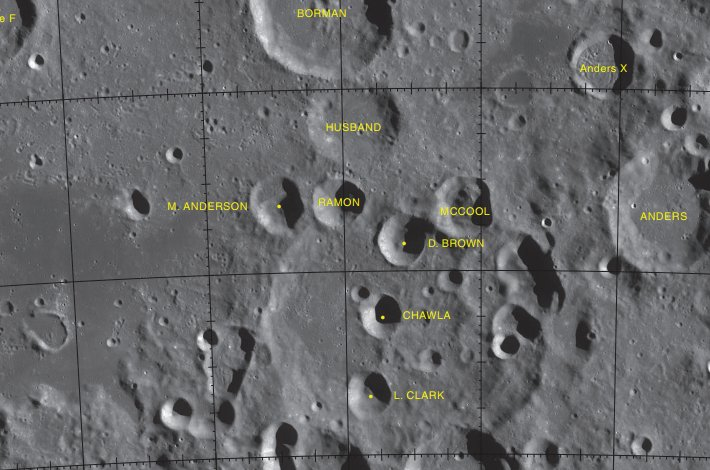
Localització de Chawla (centre inferior de la imatge)
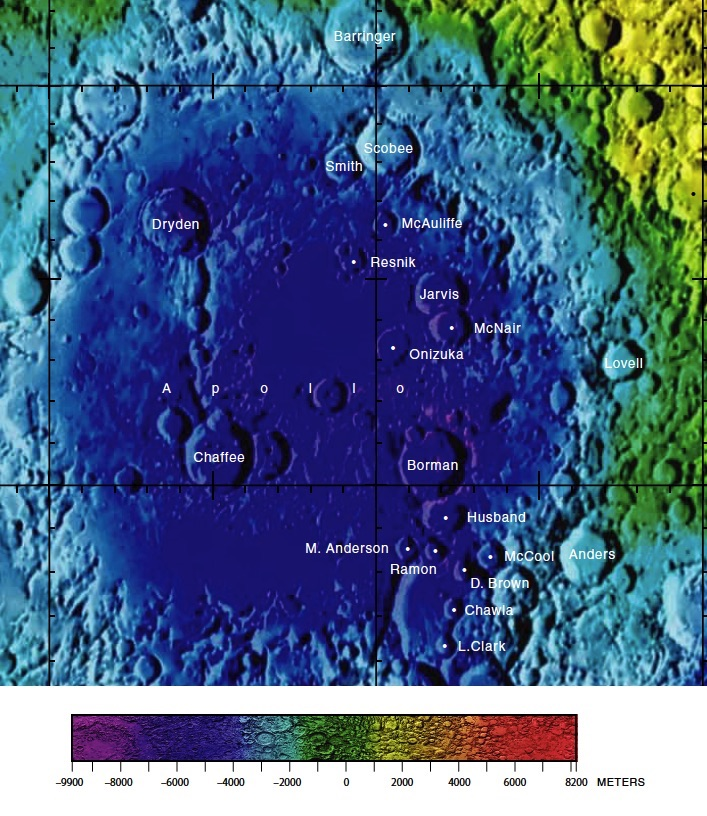
Cràters interiors de l'Apollo

El cràter té forma de copa, amb una petita plataforma central i talussos pronunciats però uniformes. Presenta un petit impacte circular tangent a la banda nord-oest de la seva vora exterior.
El nom va ser adoptat per la UAI el 2006, com a homenatge als set astronautes que van morir en l'accident del transbordador espacial Columbia esdevingut el 1r de febrer de 2003. Els noms dels set cràters són: Chawla, D. Brown, Husband, L. Clark, McCool, M. Anderson i Ramon.